# جورج بايرو
جورج بايرو (21 ديسمبر 1883 – 5 ديسمبر 1953) لاعب كرة قدم فرنسي. شارك في بطولة الرجال في دورة الألعاب الأولمبية الصيفية لعام 1908. 

## مسيرته الكروية
كلاعب وكجناح، كان جورج بايرو بطل اتحاد كرة القدم الفرنسي في عام 1905 مع نادي جاليا باريس، حيث لعب له من عام 1904 إلى عام 1908. وفي عام 1908 تم استدعاؤه للمنتخب الفرنسي لدورة الألعاب الأولمبية. في عام 1908، عاد جورج بايرو إلى مسقط رأسه، سيت وأصبح رئيس نادي سيت. هو أحد آباء الاحتراف الفرنسي. واستفاد النادي استفادة كاملة من قدوم الاحتراف عام 1932، حيث فاز بالبطولة الفرنسية مرتين، عامي 1934 و 1939، ومرة أخرى بالكأس عام 1934.
في عام 1953 ، بعد وفاة إيمانويل غامبارديلا ، تم تعيين جورج بايرو رئيسًا لمجموعة الأندية المحترفة. بقي في المنصب لمدة ثلاثة أشهر بالكاد قبل أن يستقيل. يحمل الملعب التاريخي في مدينة سيت اسمه.